# Батавское общество искусств и наук
Батавское общество искусств и наук (нидерл. Bataviaasch Genotschap van Kunsten en Wetenschappen) — главное научное объединение Индонезии в колониальный период.
Основано в 1778 году в Батавии. Частично финансировалось колониальными властями. Приоритетное внимание уделяло археологии, литературе, истории, языкам и этнографии Индонезии и соседних стран. Издавало журнал Tijdschrift voor Indische Taal-, Land- en Volkenkunde (с нидерл. — «Журнал об индийском языкознании и этнографии»).
Большой вклад в становление общества внес один из его основателей Радемахер, а в период английского господства (1811—1816) — губернатор Стэмфорд Раффлз. В 1910 году получило статус королевского.
При обществе функционировали музей (ныне Национальный музей Индонезии) и библиотека (ныне Национальная библиотека Индонезии).
В 1950 году преобразовано в Институт индонезийской культуры, в 1962 году было распущено.